# Néa Skióni
Néa Skióni, en grec moderne : Νέα Σκιώνη, est un village du dème de Kassándra, dans la presqu'île de Pallène, en Macédoine-Centrale, Grèce.
Selon le recensement de 2011, la population du village compte 728 habitants.
Le nom du village fait référence à la cité antique de Scione.